# Einstein (E=mc²)
Einstein (E=mc²) è un singolo del cantautore italiano Francesco Gabbani, pubblicato il 16 ottobre 2020 come quarto estratto dal quarto album in studio Viceversa.

## Descrizione
Il singolo presenta una versione inedita diversa da quella presente nell'album.

## Video musicale
Il video è stato pubblicato in concomitanza con il lancio del singolo attraverso il canale YouTube del cantautore ed è stato girato presso il parco di Palazzo Chigi ad Ariccia sotto la regia di Tiziano Russo.

## Tracce
1. Einstein (E=mc²) – 3:25